# Louis Van Overstraeten
Pour les articles homonymes, voir Van Overstraeten.
Louis Van Overstraeten, né le 17 mai 1818 à Louvain et mort le 24 juillet 1849 à Gand, lors d'une épidémie de choléra, est un architecte, théoricien de l'architecture et peintre de paysages belge. 
Sa courte carrière ne l'empêche pas de se distinguer en Belgique où il réalise des édifices religieux, dont le plus célèbre est l'église royale Sainte-Marie à Schaerbeek. Il est également l'auteur d'un traité d'architectonique publié posthumement.  

## Biographie

### Formation et famille
Louis (Henri Désiré Louis) Van Overstraeten est né à Louvain en 1818, du mariage de Martin Van Overstraeten (1795-1856) et de Marie Thérèse Carleer (1796-1854). 
Après avoir étudié les humanités et la philosophie, il devient, à l'académie royale des beaux-arts de Gand, l'élève de l'architecte Louis Roelandt, dont il épouse, à Gand, le 2 février 1842 la fille Mathilde-Jeanne (1821-1892), puis, il se perfectionne à l'académie royale des beaux-arts d'Anvers. De son mariage naissent, à Gand, trois enfants : René (né le 23 août 1843), fabricant de faïences, Marie-Thérèse (1847-1920) et Louise Thérèse (1849-1920). Parmi ses frères, Pierre Isidore (Isidore) Van Overstraeten (1817-1878) est attaché à la légation en Italie et auteur d'ouvrages religieux. Louis Van Overstraeten est également le beau-frère du sculpteur Joseph Geefs..

### Carrière
Les premières réalisations architecturales de Louis Van Overtraeten sont : en 1841-1842, l'église Notre-Dame de Bon-Secours à Saint-Nicolas-Waas, en collaboration avec son beau-père, l'église de Middelkerke (1848), celle de Baerle et celle de Lokeren, dont il surveille les plans et achevée après sa mort (1849-1853). Ces édifices témoignent de son expertise dans le style néogothique, alors remis à la mode en Angleterre par Augustus Pugin et George Gilbert Scott.

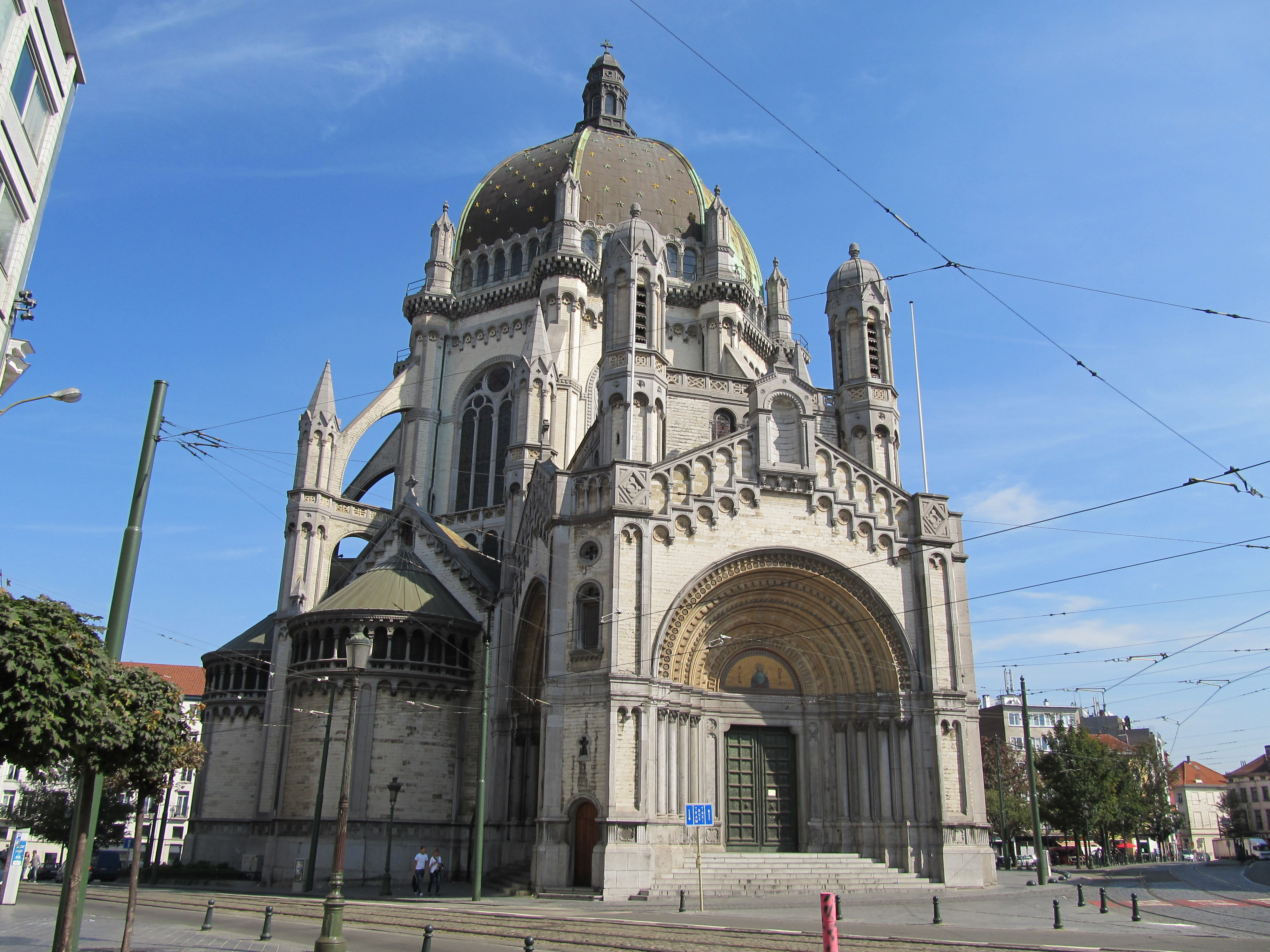
L'église royale Sainte-Marie à Schaerbeek (Bruxelles).

En 1845, il produit, selon le critique d'art Édouard Marchal, le chef-d'œuvre d'élégance romano-byzantine qu'est l'église royale Sainte-Marie à Schaerbeek (Bruxelles) dans laquelle on distingue l'influence de son beau-père Louis Roelandt qui avait introduit en Belgique ce Rundbogenstil, alors en faveur en Allemagne. La nouveauté du style suscite quelques critiques, mais Van Overstraeten justifie la spécificité du climat du pays et de son industrie dans le choix des matériaux employés. De plus, il souhaite globalement amener l'architecture à une originalité progressive.
En 1846 et 1847, Louis Van Overstraeten participe à un concours d'architecture destiné à réaménager la rue Royale de Bruxelles et à créer une nouvelle place : la place du Congrès, sur laquelle un monument (la colonne du Congrès) doit être érigé. Le conseil communal, suivant le rapport élogieux d'Auguste Blaes, l'échevin des travaux publics, avait initialement retenu le plan no 43 de Louis Van Overstraeten parmi les 61 projets. Cependant le projet n'a pas été mis en œuvre après l'intervention de l'architecte Jean-Pierre Cluysenaar qui préconisait d'autres aménagements. Van Overtraeten soutient que les propositions de Cluysenaar sont en réalité celles qu'il a développées dans son propre plan no 43 et que son concurrent se les a appropriées.
Louis Van Overstraeten possédait une science érudite de l'histoire de l'architecture, dont son livre posthume Architectonographie des temples chrétiens publié à Malines témoigne.
Il a également laissé quelques œuvres picturales où se révèle son talent de peintre paysagiste. Élève du peintre gantois Édouard De Vigne, il participe à deux éditions du Salon triennal de Bruxelles (1842 et 1845), où il expose deux paysages, ainsi qu'au Salon de Gand de 1844. En outre, il possédait un talent de musicien.

### Mort et hommages
Sa mort, due au choléra, le 24 juillet 1849, à l'âge de trente et un ans, sous le règne de Léopold Ier auquel il devait présenter, le jour même de sa mort deux de ses ouvrages, interrompt une carrière prometteuse. Il venait de participer à l'organisation du cortège historique, lors des fêtes communales gantoises. Ses funérailles ont lieu le 4 août. Il est enterré au cimetière de Mont-Saint-Amand à Gand sous un monument commémoratif sculpté, grâce à une souscription, par son beau-frère le sculpteur Joseph Geefs.

## Œuvres écrites

### Album
- L'album des fêtes de Gand, 1849.

### Théorie architecturale
En collaboration avec son frère Isidore Van Overstraeten, rédacteur de l'introduction :
- Henri Désiré Louis Van Overstraeten et Isidore Van Overstraeten, Architectonographie des Temples chrétiens : Étude comparative et critique des différents systèmes d'architecture applicables à la construction des églises, spécialement en Belgique, précédée d'une introduction sur l'architecture religieuse de l'Antiquité, Malines, Van Velsen-Van der Elst, 1850, 369 p. (lire en ligne).

## Œuvres picturales
- Un voyageur dans un paysage montagneux.
- Déclin du jour dans une forêt avec des animaux, exposé au salon de Bruxelles de 1842.
- Paysage montagneux, soleil couchant, exposé au salon de Gand de 1844.

## Iconographie

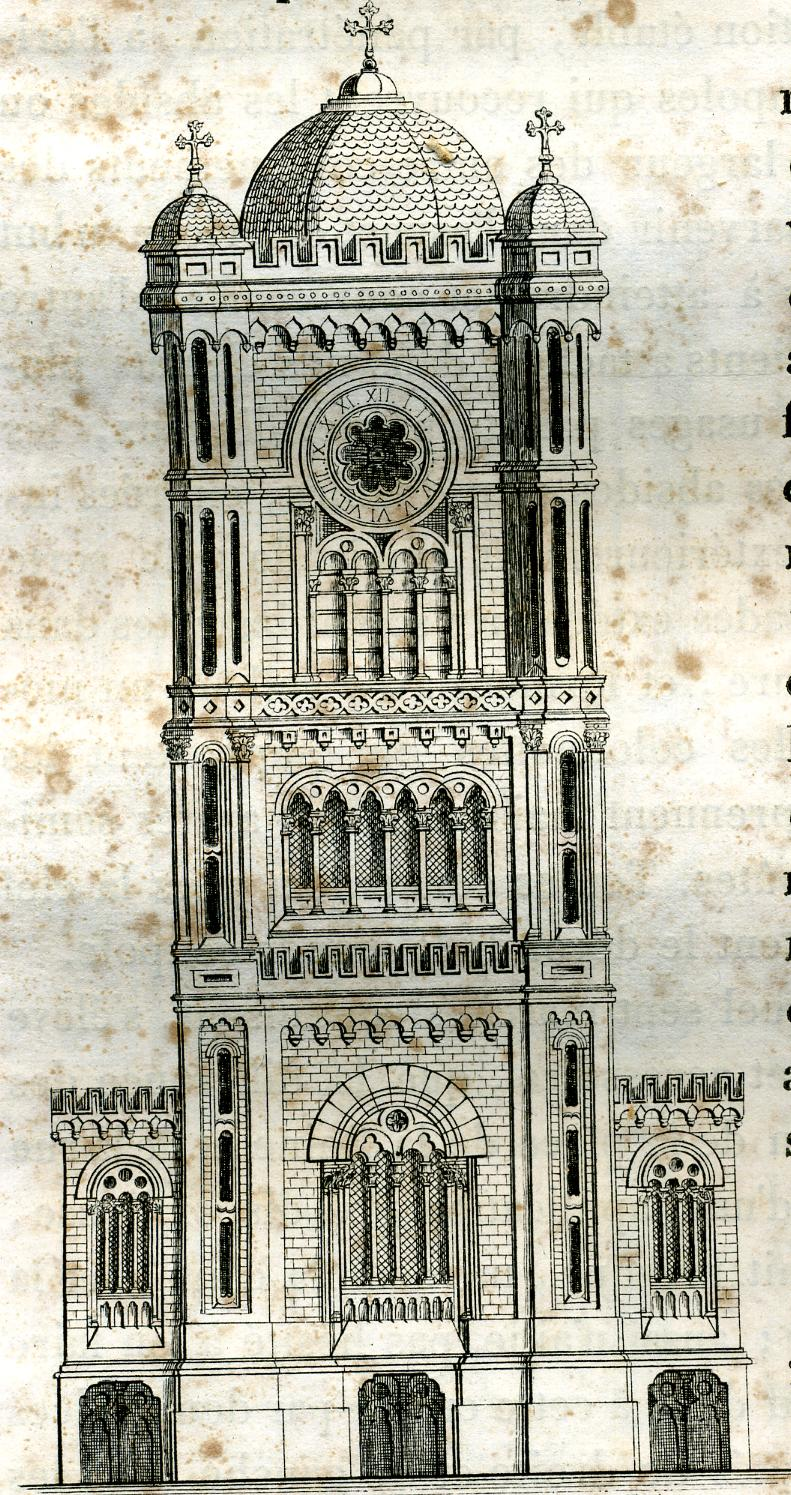
Clocher de l'église Sainte-Marie à Schaerbeek, par Louis Van Overstraeten.
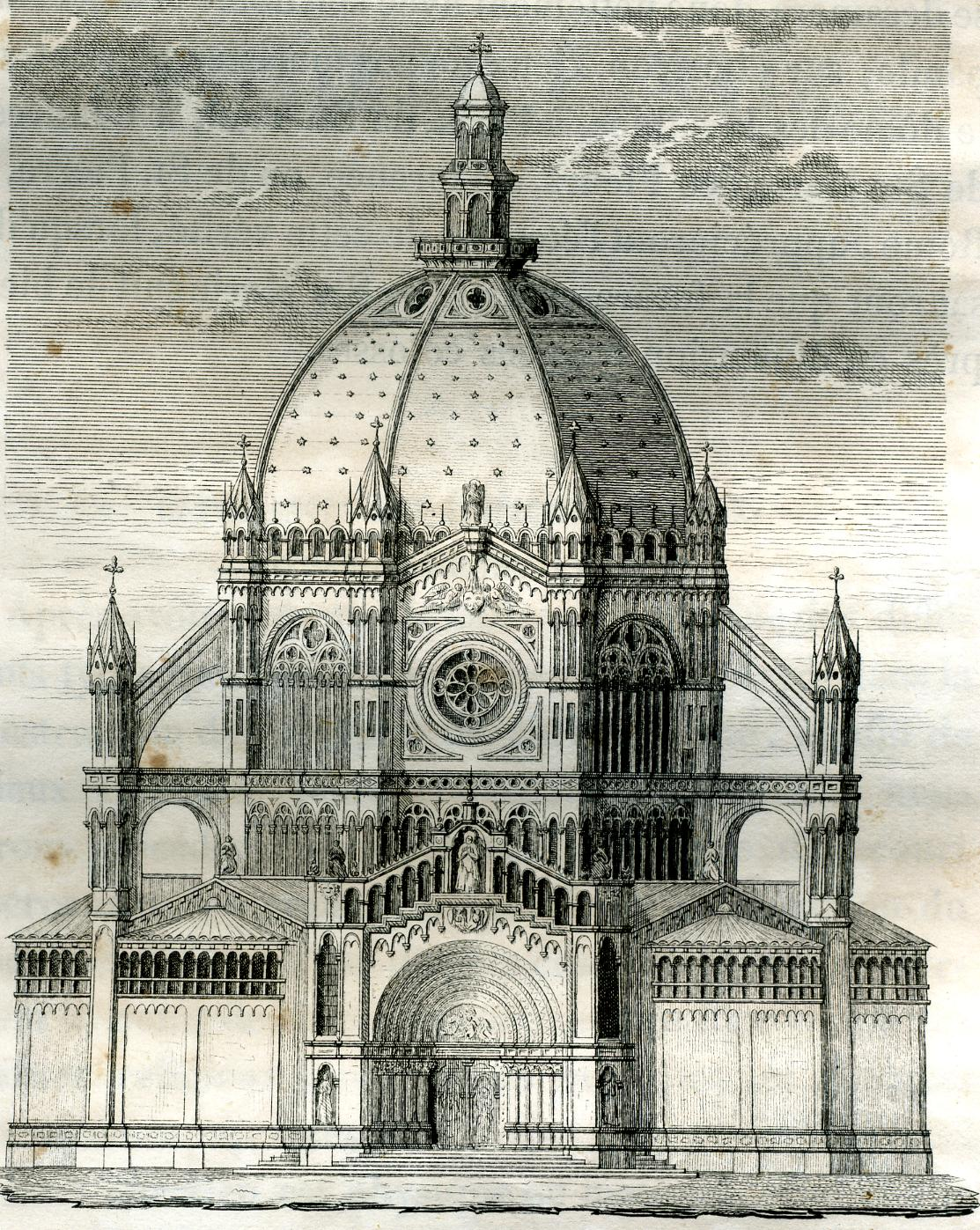
Vue de la nouvelle église Sainte-Marie, projet par Louis Van Overstraeten.
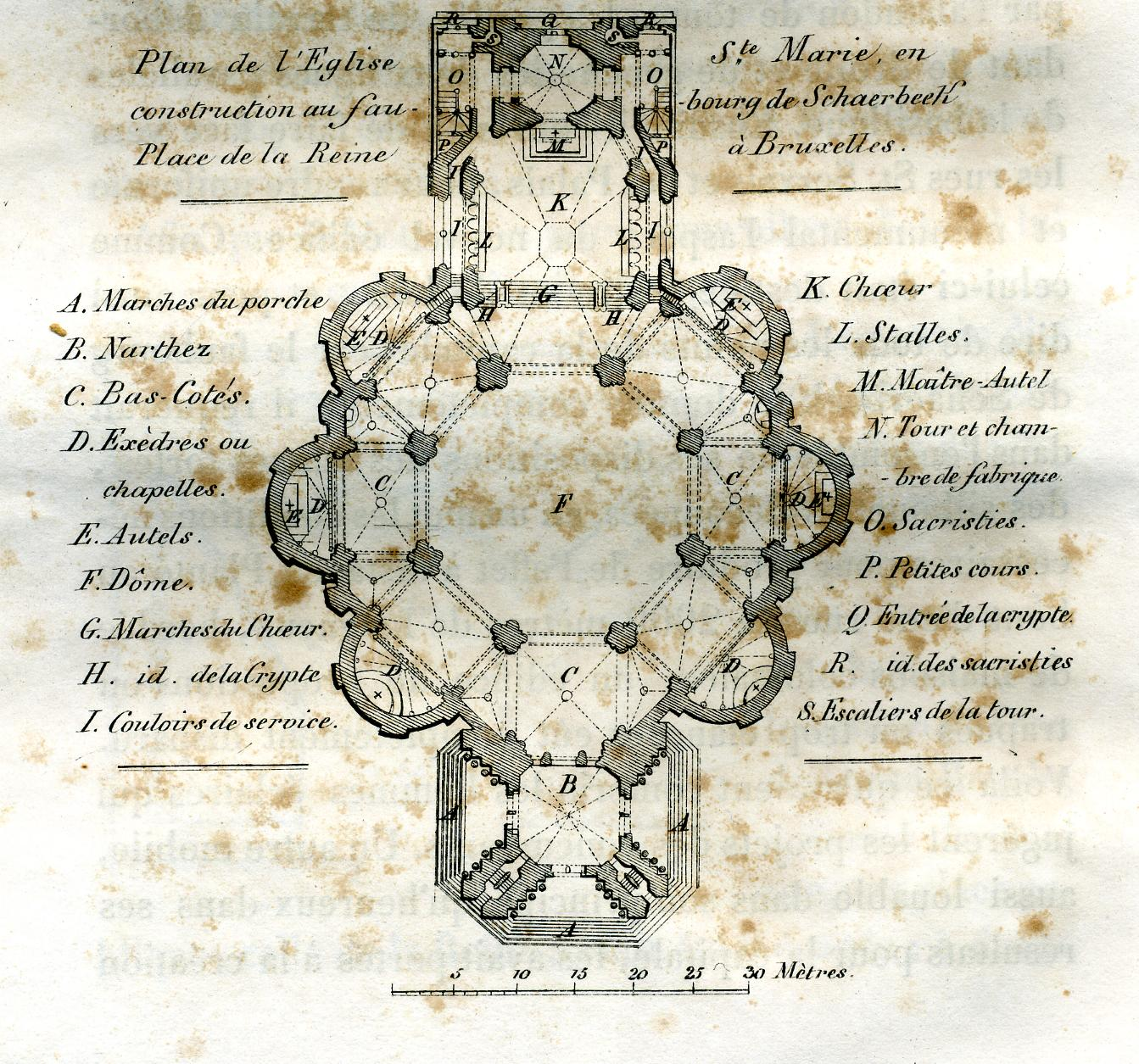
Plan terrier de l'église Sainte-Marie à Schaerbeek.
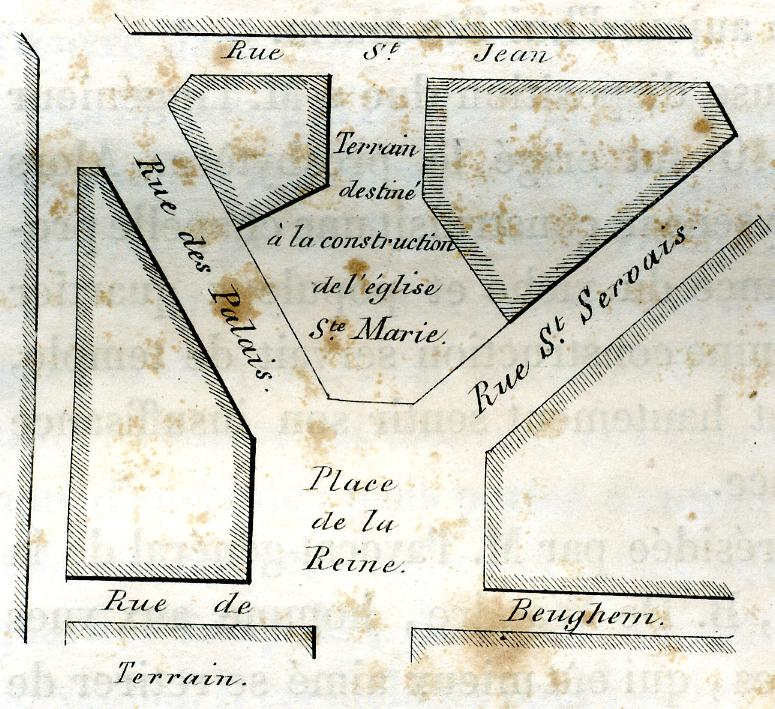
Terrain destiné à la construction de l'église Sainte-Marie à Schaerbeek.
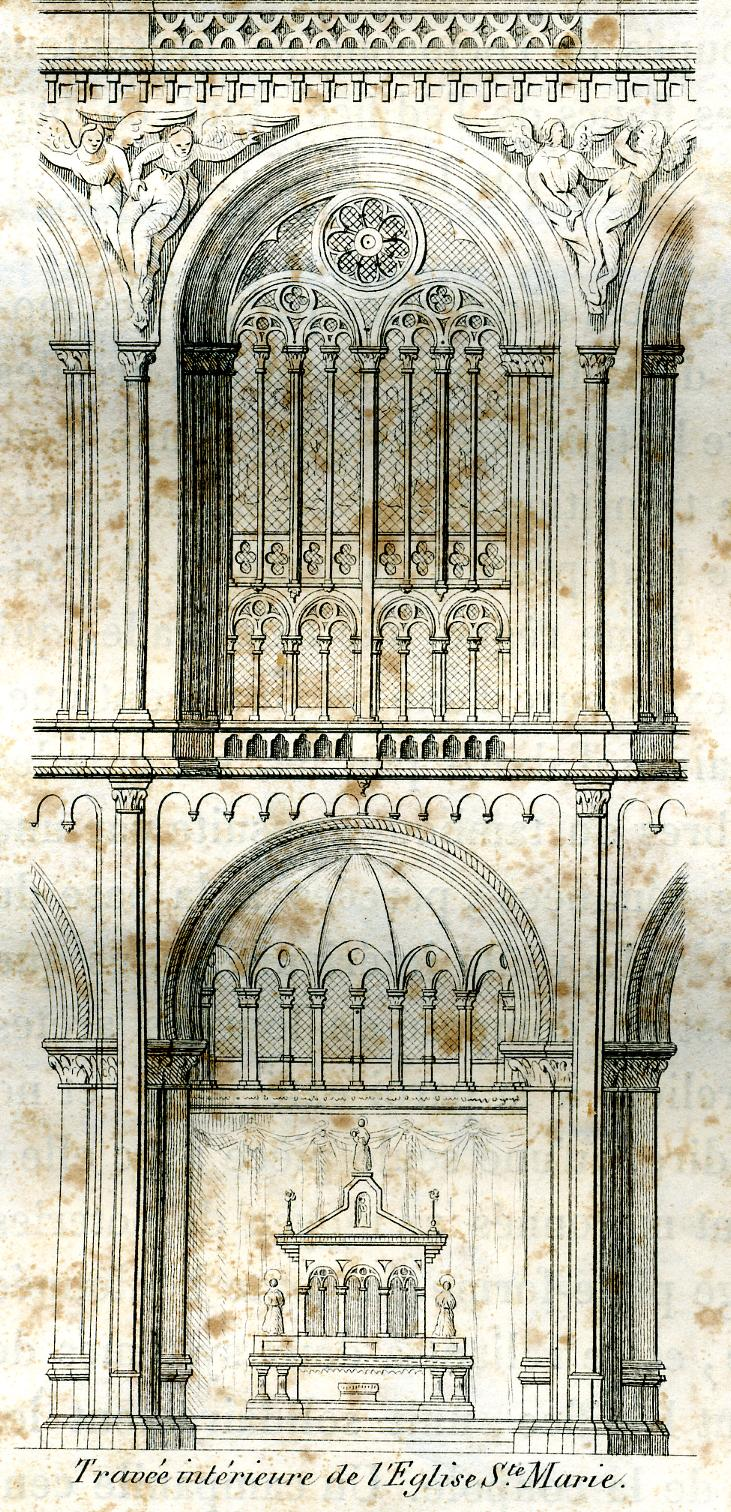
Travée intérieure de l'église Sainte-Marie.